# 李立宏
李立宏（1964年—），中国配音员，节目解说，同时也是中国传媒大学戏剧影视学院表演教研室主任。

## 生平
1986年毕业于北京广播学院（中国传媒大学前身）播音系，2012年起因在央视节目《舌尖上的中国》、《辉煌中国》、《我们一起走过》、《亚洲文明之光》担任节目解说而让广大观众熟识。